# Gustav Fröhlich
Pour les articles homonymes, voir Fröhlich.
Gustav Fröhlich est un acteur, réalisateur et scénariste allemand, né le 21 mars 1902 à Hanovre (Allemagne), mort le 22 décembre 1987 à Lugano (Suisse).

## Biographie
Gustav Fröhlich débute au cinéma en 1922 et y joue régulièrement jusqu'en 1960, hormis une quasi-interruption de 1941 à 1944, période durant laquelle il est enrôlé dans la Wehrmacht. Il tourne principalement des films allemands mais aussi des coproductions (ainsi, il participe aux versions allemandes de deux films américains sortis en 1930 et 1931) et deux films français en 1933 et 1939. Son rôle le plus connu est celui de Freder Fredersen dans Metropolis, chef-d'œuvre du cinéma muet réalisé par Fritz Lang et sorti en 1927. Il ralentit toutefois sa carrière d'acteur après la Seconde Guerre mondiale et se retire définitivement en 1963 après quelques ultimes apparitions à la télévision. Notons qu'il jouera également au théâtre durant sa période d'activité.
Il réalise huit films entre 1933 (le premier, en qualité de coréalisateur) et 1955. Il en est parfois également acteur, et aussi scénariste de quatre d'entre eux.

## Filmographie partielle
comme acteur, sauf mention contraire ou complémentaire
- 1922 : De Bruut (Ein neues Leben) de Theo Frenkel (coproduction Allemagne/Pays-Bas)
- 1923 : Der Weg zum Licht de Géza von Bolváry
- 1923 : Paganini de Heinz Goldberg et Eva May
- 1927 : Soucis féminins (Gehetzte Frauen) de Richard Oswald
- 1927 : Metropolis de Fritz Lang
- 1927 : Les Maîtres-chanteurs de Nuremberg (Der Meister von Nürnberg) de Ludwig Berger
- 1927 : Les Onze diables (Die elf Teufel) de Carl Boese et Zoltan Korda
- 1928 : Vive la vie (Hurra ! Ich lebe !) de Wilhelm Thiele
- 1928 : Le Chant du prisonnier (Heimkehr) de Joe May
- 1929 : Cœur embrasé (Das brennende Herz) de Ludwig Berger
- 1929 : Asphalte (Asphalt) de Joe May
- 1930 : L'Immortel Vagabond (Der unsterbliche Lump) de Gustav Ucicky
- 1930 : Brand in der Oper ou Barcarole de Carl Froelich
- 1931 : Kismet de William Dieterle (version allemande, coproduction Allemagne/États-Unis)
- 1931 : Gloria de Hans Behrendt (version allemande — version française, même titre, coréalisée par Yvan Noé — coproduction Allemagne/France)
- 1931 : Die heilige Flamme de Berthold Viertel et William Dieterle (version allemande, coproduction Allemagne/États-Unis)
- 1931 : Voruntersuchung de Robert Siodmak (version allemande de Autour d'une enquête — version française coréalisée par Henri Chomette — coproduction Allemagne/France)
- 1931 : L'amour commande (Liebeskommando) de Géza von Bolváry
- 1931 : Le Studio amoureux ou L'Amour au studio (Die verliebte Firma) de Max Ophüls
- 1932 : Mon Léopold (Mein Leopold) de Hans Steinhoff
- 1932 : C'est un amour qui passe (Ein Lied, ein Kuß, ein Mädel) de Géza von Bolváry
- 1933 : Gardez le sourire de Paul Fejos et René Sti (coproduction Autriche/France)
- 1933 : Sonnenstrahl de Paul Fejos (version autrichienne de Gardez le sourire)
- 1933 : La Ronde aux millions ou Une fois dans la vie (Rund um eine Million) de Max Neufeld
- 1933 : La Marche de Rakoczi (Rakoczy-Marsch) (version allemande ; + coréalisateur avec Steve Sekely)
- 1933 : Ce que femme rêve (Was Frauen träumen) de Géza von Bolváry
- 1934 : Aventure d'un jeune homme en Pologne (Abenteuer eines jungen Herrn in Polen) (+ réalisateur)
- 1934 : Der Flüchtling aus Chicago
- 1935 : Le Policier Schwenke (Oberwachtmeister Schwenke) de Carl Froelich
- 1935 : Stradivarius (Stradivari) de Géza von Bolváry
- 1935 : Barcarolle de Gerhard Lamprecht
- 1936 : Die Entführung de Géza von Bolváry
- 1936 : Stadt Anatol de Victor Tourjansky
- 1938 : Un amour en l'air (Die kleine und die große Liebe) de Josef von Báky
- 1939 : Renata et le quatuor (Renate im Quartett) de Paul Verhoeven
- 1939 : Adieu Vienne de Jacques Séverac
- 1941 : Clarissa de Gerhard Lamprecht
- 1942 : Le Grand Roi (Der große König) de Veit Harlan
- 1944 : Das Konzert de Paul Verhoeven
- 1944 : Famille Buchholz (Familie Buchholz) de Carl Froelich
- 1945 : Leb' wohl, Christina (comme réalisateur et scénariste uniquement)
- 1948 : Wege im Zwielicht (+ réalisateur)
- 1949 : Der Bagnosträfling (comme réalisateur et scénariste uniquement)
- 1950 : Dieser Mann gehört mir de Paul Verhoeven
- 1950 : Die Lüge (comme réalisateur et scénariste uniquement)
- 1951 : Confession d'une pécheresse (Die Sünderin) de Willi Forst
- 1951 : Torreani (+ réalisateur)
- 1951 : Stips (Pauker Stips und die verliebte Mädchenklasse) de Carl Froelich
- 1952 : Abenteuer in Wien d'Emil-Edwin Reinert
- 1952 : Le Mystère de la vie (Haus des Lebens) de Karl Hartl
- 1953 : Ehe für eine Nacht de Victor Tourjansky
- 1954 : Le Bal des nations (Ball der Nationen) de Karl Ritter
- 1955 : Seine Tochter ist der Peter (comme réalisateur et scénariste uniquement)